# Ліскіно (Калінінградська область)
Ліскіно (рос. Лискино) — селище Правдинського району, Калінінградської області Росії. Входить до складу Мозирського сільського поселення.
Населення —  11 осіб (2015 рік). 

## Населення
| 2002 | 2010 |
| ---- | ---- |
| 14   | ↘11  |